# Érvénytelenség
Az érvénytelenség jogi műszó, amely arra utal, hogy egy szerződés, nemzetközi szerződés, hatósági határozat vagy más jogi aktus úgy tekintendő, mintha létre sem jött volna. A semmisség és az eredményes megtámadás jogkövetkezményei azonosak.

## Jogszabályok érvénytelensége
Jogszabálynak (vagy jogszabály konkrét rendelkezésének) az érvénytelenségét Magyarországon az Alkotmánybíróság állapíthatja meg. Nem eredményez érvénytelenséget a hatályon kívül helyezése egy jogszabályi rendelkezésnek vagy teljes jogszabálynak, függetlenül attól, hogy helyébe lép-e új jogszabályi rendelkezés vagy sem.

## Fajtái a polgári jogban
- A semmisséget a magyar polgári jog az érvénytelenség egyik típusaként szabályozza, a megtámadhatóság mellett. A semmisség és az eredményes megtámadás jogkövetkezményei azonosak.

### Semmisség
- Az érvénytelenség súlyosabban fenyegetett esete a semmisség, amelynek lényege, hogy a jogszabályban foglalt esetekben a szerződés érvénytelenségére bárki, határidő nélkül hivatkozhat. A semmisség megállapításához nincs szükség perre, bírósági ítéletre – a semmisség a jogszabály erejénél fogva érvénytelenséget jelent.

A Magyar jogi lexikon (1907) írja a semmisségről: 

„Az ügyleti akaratnyilvánítás oly tényállás hibája, melynél fogva az ügylet czélzott hatása egyáltalán nem áll be. Ezen a semmisséget tárgyazó hatástagadó tétel parancsoló jogszabályt képez, mely elvileg bárkivel szemben és bárhol is érvényesíthető. A régebbi magyar joggyakorlat azonban ezt el nem ismerte és számtalan határozatban kimondotta, hogy «a szerződés csak a szerződő felek valamelyike, nem pedig a szerződésen kívül álló harmadik személy által indítandó perben mondható érvénytelennek».”

### Megtámadhatóság
- A megtámadhatóság szerződési jogunkban azt jelenti, hogy a szerződés érvénytelenségét a bíróság megállapíthatja, ha azt a törvényben foglalt jogvesztő határidőn belül az erre jogosult, bíróság előtt megtámadja.

## A korábbi Polgári Törvénykönyvben (1959. évi IV. törvény)
- Semmis a szerződés, ha az jogszabályba ütközik, vagy ha jogszabály megkerülésével kötötték, kivéve ha ahhoz jogszabály más jogkövetkezményt fűz[2]
- A semmis szerződés érvénytelenségére – ha a törvény kivételt nem tesz – bárki határidő nélkül hivatkozhat. A semmisség megállapításához külön eljárásra nincs szükség;[3]
- Semmis a szerződés akkor is, ha nyilvánvalóan a jóerkölcsbe ütközik;[4]
- Jogszabály a szerződésre meghatározott alakot szabhat. Az alakiság megsértésével kötött szerződés – ha jogszabály másként nem rendelkezik – semmis.[5]

## A hatályos Polgári Törvénykönyvben
A 2013. évi V. törvény VI. címe "Az érvénytelenség". Ennek a XVIII. Fejezete a Semmisség és megtámadhatóság.

### Semmisség
- A semmis szerződés megkötésének időpontjától érvénytelen. A semmisség megállapításához külön eljárásra nincs szükség; a szerződés semmisségét a bíróság hivatalból észleli.[6]
- Ha a semmis szerződés más szerződés érvényességi kellékeinek megfelel, ez utóbbi érvényes, kivéve, ha ez a felek feltehető szándékával ellentétes.[7]
- Ha e törvény eltérően nem rendelkezik, a szerződés semmisségére az hivatkozhat és a szerződés semmisségével kapcsolatos peres eljárást az indíthat, akinek ehhez jogi érdeke fűződik vagy akit erre törvény feljogosít.[8]
- Közérdekben okozott sérelem megszüntetése érdekében és uzsorás szerződés esetén az ügyész keresetet indíthat a szerződés semmisségének megállapítása vagy a semmisség jogkövetkezményeinek alkalmazása iránt.[9]

### Megtámadás
- A megtámadható szerződés az eredményes megtámadás következtében megkötésének időpontjától érvénytelenné válik.[10]
- Megtámadásra a sérelmet szenvedett fél és az jogosult, akinek a megtámadáshoz jogi érdeke fűződik.[11]
- A megtámadási jog a szerződés megkötésétől számított egyéves határidőn belül a másik félhez intézett jognyilatkozattal vagy közvetlenül bíróság előtti érvényesítéssel gyakorolható. A szerződés megkötésétől számított egyéves határidőn belül fordulhat bírósághoz a fél, ha a szerződést a másik félhez intézett jognyilatkozattal támadta meg, és a megtámadás eredménytelen volt.[12]
- A megtámadásra jogosult a szerződésből eredő követeléssel szemben kifogás útján megtámadási jogát akkor is érvényesítheti, ha a megtámadási határidő már eltelt.[13]
- A megtámadás joga megszűnik, ha a megtámadásra jogosult a megtámadási ok ismeretében, a megtámadási határidő megnyílása után a szerződési akaratát megerősíti, vagy a megtámadás jogáról lemond.[14]

## Joggyakorlat az érvénytelenség jogkövetkezményeiről
- Az érvénytelenség jogkövetkezményeiről szóló 1/2010. (VI. 28.) PK vélemény szerint:

1. A Legfelsőbb Bíróság Polgári Kollégiuma a PK 32. számú állásfoglalását meghaladottnak tekinti.
2. Az érvénytelenség általános jogkövetkezménye az, hogy az ilyen ügyletre nem lehet jogot alapítani, vagyis a felek által célzott joghatások nem érhetők el. Ez az a jogkövetkezmény, amelyet semmisség esetén a bíróságnak hivatalból kell alkalmaznia, illetve amelyre – ha törvény kivételt nem tesz – bárki határidő nélkül hivatkozhat. Megtámadhatóság esetén azonban ez az általános jogkövetkezmény is csak akkor alkalmazható, ha az arra jogosult a szerződést eredményesen megtámadta.

Az érvénytelenség további jogkövetkezményeit (Ptk. 237. §) – mind semmisség, mind megtámadhatóság esetén – a bíróság csak a fél erre irányuló kérelme alapján, az elévülés illetve elbirtoklás korlátai között alkalmazza.
1. Az eredeti állapot helyreállítása csak természetben történhet. Nem minősül az eredeti állapot helyreállításának az, ha valamelyik fél a kapott dologszolgáltatást csak annak pénzbeli egyenértéke megfizetésével tudná visszaszolgáltatni.
2. Az érvénytelen szerződés alapján kölcsönösen teljesített szolgáltatások visszatérítése is csak kölcsönösen és egyidejűleg történhet. Csak az a fél követelheti eredményesen a neki visszajáró szolgáltatást, aki egyben vállalja, hogy maga is visszatéríti a számára teljesített szolgáltatást és erre képes is.
3. Ha az érvénytelenség oka kiküszöbölhető vagy utóbb megszűnt [,] a bíróság az érvénytelen szerződést a megkötésének időpontjára visszamenő hatállyal érvényessé nyilváníthatja. A szerződés érvényessé nyilvánítása egyenrangú lehetőség az eredeti állapot helyreállításával. Ha mindkettő alkalmazható lenne, akkor a bíróság mérlegelési jogkörébe tartozik annak eldöntése, hogy az érvénytelenség melyik jogkövetkezményét alkalmazza.
4. Ha a szerződéskötés előtt fennállt helyzet visszaállítása – akár eredeti, akár utólagos irreverzibilitás folytán – nem lehetséges vagy nem célszerű és a szerződés érvényessé sem nyilvánítható, a bíróság a szerződést a határozathozatalig terjedő időre hatályossá nyilvánítja és rendelkezik az esetleg ellenszolgáltatás nélkül maradt szolgáltatás ellenértékének pénzbeli megtérítéséről.
5. A bíróság a fél által kért jogkövetkezmény helyett az érvénytelenség más jogkövetkezményét is alkalmazhatja, nem alkalmazhat azonban olyan megoldást, amely ellen valamennyi fél tiltakozik.
6. Az érvénytelenség jogkövetkezményei levonásánál a bíróságnak gondoskodnia kell az eredetileg egyenértékű szolgáltatások értékegyensúlyának a fenntartásáról, meg kell akadályoznia bármelyik fél jogalap nélküli gazdagodását.
7. A kamat illetve a használati díj az eredeti állapot helyreállítása körén kívül eső olyan járulékos igények, amelyek a visszatérítendő pénz-, illetve dologszolgáltatás adott időtartamon keresztül történt birtoklásán és használatán, mint többlettényállási elemen alapulnak.
8. Az egymás egyenértékű szolgáltatásait kölcsönösen használó felek egyike sem kötelezhető a másik javára használati díj illetve kamat megfizetésére, amíg a szerződés érvénytelenségét a bíróság ítélettel meg nem állapítja.

A másik fél szolgáltatását egyoldalúan használó fél – ilyen kérelemre – kamat illetve használati díj megfizetésére köteles.

## Egyéb jogszabályokban
Semmisséget mint jogkövetkezményt egyéb jogszabályok is előírhatnak, pl. 
- a 2006. évi V. törvény a cégnyilvánosságról, a bírósági cégeljárásról és a végelszámolásról, amely a társasági szerződés írásba foglalását rendeli, tehát a szóban kötött társasági szerződés – mint alakiság megsértésével kötött szerződés – semmis.
- A tisztességtelen piaci magatartás és a versenykorlátozás tilalmáról szóló a 2000. évi CXXXVIII. törvénnyel módosított 1996. évi LVII. törvény 11. § (3) bekezdése, ami szerint a versenykorlátozó megállapodásokhoz (kartell) fűzött jogkövetkezményeket együttesen kell alkalmazni a Polgári törvénykönyvben a jogszabályba ütköző szerződésre előírt jogkövetkezményekkel.

## A családjogban

### A házasság érvénytelensége
A családjogban nem áll fenn a semmisség és a megtámadhatóság kettőssége. Nem lehet, tehát, hivatkozni a semmis házasság érvénytelensége, csupán arra van lehetőség, hogy az 1952. évi IV. törvény (Családjogi törvény, Csjt.) meghatározza a házasság érvénytelenségi okaira hivatkozva a házasságot megtámadják.
Az érvénytelenségi okok:
- fennálló házasság („Érvénytelen a házasság, ha a házasulók valamelyikének korábbi házassága fennáll.” – Csjt.7. § (1) bekezdés)

A kivételt e § (2) bekezdése határozza meg: Ha a korábbi házasság megszűnik, vagy azt érvénytelenné nyilvánítják, az újabb házasság érvényessé válik.
- közeli rokonság, egyenes ági sógorság, azaz a 8. § (1) bekezdése szerint érvénytelen:

a) az egyenes ági rokonok és
b) testvérek házassága, továbbá
c) a testvérnek testvére vér szerinti leszármazójával,
d) a házastársnak volt házastársa egyenes ági rokonával, valamint
e) az örökbefogadónak az örökbefogadottal kötött házassága.
A kivételt e § (2) bekezdés határozza meg: A testvérnek testvére vér szerinti leszármazójával és a házastársnak volt házastársa egyenes ági rokonával kötött házassága nem érvénytelen, ha a jegyző felmentést ad, akár a házasságkötés előtt, akár utóbb, a házasság fennállása alatt.

## Nemzetközi szerződések érvénytelensége
A semmisség esete pl. a rabszolgakereskedelemre irányuló vagy az emberi jogokba ütköző szerződés, a megtámadhatóság körébe tartozik pl. a megtévesztés következtében megkötött szerződés stb.

## Az irodalomban
Mikszáth Kálmán Különös házasság című regénye egy házasság érvénytelenítéséről szól.